# EH Sukarra
EH Sukarra es una banda vasca de heavy metal. Se formaron en 1989 en Éibar (Guipúzcoa). Su música puede clasificarse dentro de los límites del hard rock y el heavy metal. Ganaron el concurso de demos del programa de radio "Euskadi Gaztea" en 1991, lo que les abrió las puertas de la discográfica Esan Ozenki, con quienes han editado seis álbumes. Han recorrido varias veces Europa durante los años 90.

## Miembros
- Mikel Gorosabel Garai (Norton): guitarra y voz.
- Fakun Calderón: batería
- Asier Olaba: guitarra.
- Asier Serrano: letrista.
- Cesar Tejada: Bajo, coros.

### Miembros anteriores
- March (1990-1995): guitarra.

## Discografía
- EH Sukarra (Esan Ozenki, 1992).
- Irtenbide Bakarra (Esan Ozenki, 1993). LP y CD.
- Garaien Laberintoan (Esan Ozenki, 1994).
- Ura Sutan (Esan Ozenki, 1996).
- Sua Urtzean (Esan Ozenki, 1999).
- Galtzailearen Egunak (Metak, 2002).
- Zuzenean (Barne Records, 2008).
- Uhinak (Oihuka, 2013).
- Azken Gezia (Oihuka, 2015).